# Prešernova nagrada
Prešernova nagrada najveće je priznanja koje Republika Slovenija dodjeljuje na području umjetnosti, a u prošlosti također i na području znanosti. Nagrada je dobila ime po slovenskom pjesniku Francu Prešernu. Nagradu dodjeljuje "Prešernova zaklada" za umjetnička postignuća i radove stare najmanje dvije godine. Nagrada se dodjeljuje pojedinačnim umjetnicima, ali i skupinama autora. Nagrade se može dobiti samo jednom u životu i dodjeljuje se na slovenski kulturni praznik – Prešernov dan.

## Povijest
Prešernova nagrada dodjeljuje se od 1947. prema odredbi koja je usvojena godinu dana ranije. Prva nagrada dodijeljena je 8. veljače 1947. na Prešernov dan, tj. na dan smrti Franca Prešerna. Prvi zakon o nagradi donesen je 1955. Po njemu je Nagrada dobila današnje ime i osnovana je Prešernova zaklada. Od 1961. nagrade se dodjeljuju za životno djelo. Tada se također uvodi i nagrada Prešernove zaklade, a ta se dodjeljuje isključivo za zasluge na području umjetnosti. Godine 1982. Zaklada dolazi u nadležnost Kulturne zajednice Slovenije. Po Zakonu o Prešernovoj nagradi iz 1991. Zaklada djeluje pod nadzorom slovenskog administrativnog tijela zaduženog za kulturu. Po tom zakonu je određeno da najviše mogu biti dodijeljene dvije nagrade.

## Vanjske poveznice
- Republika Slovenija: Prešernove nagrade, službene mrežne stranice (slov.)
- Republika Slovenija: Prešernovi nagrajenci in nagrajenke (slov.)